# Sigismond (roi des Burgondes)
Pour les articles homonymes, voir Sigismond.
« Saint Sigismond » redirige ici. Pour les autres significations, voir Saint-Sigismond.
Sigismond, fils de Gondebaud, est un roi des Burgondes de 516 à 523, vénéré comme saint par l'Église catholique et l'Église orthodoxe. Il est le protecteur traditionnel des hommes d'armes.

## Biographie
Attaché à l'arianisme par sa famille, il se convertit au credo de Nicée entre 502 et 506 sous l'influence d'Avit, évêque de Vienne. Pendant la guerre franco-wisigothique, il obtient le commandement d'une armée burgonde et parvient à s'emparer en début d'année 508 du Velay et du Gévaudan.
Associé à la royauté en 513 avec le titre de patrice, il relève et fait agrandir la célèbre abbaye d'Agaune (aujourd'hui Saint-Maurice en Valais).
Il devient roi à part entière après la mort de Gondebaud au printemps 516. À son avènement, il envoie une ambassade à l'empereur d'Orient Anastase, qui est interceptée par Théodoric ; l'empereur le confirme dans les dignités exercées par son père, dont peut-être celle de Magister militum per Gallias. Lui-même se considère dans ses lettres comme le miles (soldat) de l'empereur.

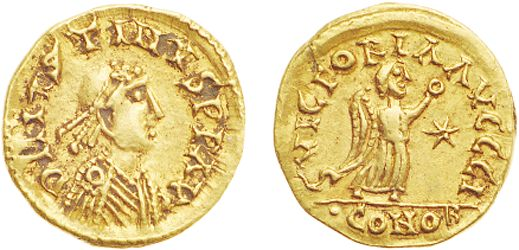
Tremissis ou tiers de sou d’or du royaume des Burgondes au nom de l’empereur Justin Ier et au monogramme du roi Sigismond. Buste diadémé et drapé à droite. Légende commençant par S et se terminant par I pour SIGISMOND. Victoire debout à droite tenant une couronne. Dans le champ devant, une étoile. Médaillier du musée des beaux-arts de Lyon.

Il convoque un concile à Agaune (30 avril – 15 mai 516) et fait adopter une nouvelle constitution pour les moines qui les affranchit du travail manuel mais leur impose de chanter l'office de manière ininterrompue. C'est le fameux Laus perennis, la psalmodie perpétuelle, qui fait l'originalité et la célébrité de l'abbaye. Pour remplir ce programme qui exige un grand nombre de moines, Sigismond en fait venir des îles de Lérins, de l'île Barbe et de Condat et les dote de libéralités suffisantes pour assurer leur entretien.

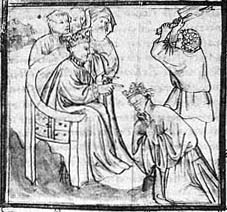
Clodomir assiste à la décollation de Sigismond. Grandes Chroniques de France à Valenciennes.

Sigismond s'efforce par ailleurs de faire disparaître l'arianisme de son royaume, conseillé par Avit qui paraît avoir été son grand inspirateur et qui, en 517 convoque dans ce but le concile d'Épaone. Il rencontre une forte opposition des Burgondes et leur conversion ne se fait que très progressivement, notamment grâce à la création de nombreux monastères.
Marié vers 494 à Ostrogotha,, fille du roi ostrogoth Théodoric le Grand, et devenu veuf,  il se remarie dit-on, en 518 avec la servante de sa défunte femme mais dont le nom est inconnu. Il a trois enfants :
- Ségéric (494/95 - 522), assassiné par son père[10] ;
- Suavegothe (495/96 - ?), mariée à Thierry Ier, fils de Clovis ;
- une fille mariée à Leudesius, maire du palais de Neustrie et qui seront les parents d’Etichon, premier duc d'Alsace.

Le fils de Sigismond, Ségéric, a une violente dispute avec la nouvelle femme de son père. Elle va se plaindre à Sigismond en lui disant que son fils projette de le tuer, afin de joindre son royaume à celui de Théodoric dont il est le petit-fils par sa mère. Sigismond le fait étrangler pour l'éliminer de la succession royale. Mais, pris de remords, il s'enferme, dit-on, dans le monastère d'Agaune en Valais, pour prier et jeûner.
Lorsque trois des fils de Clovis envahissent la Burgondie, sur les encouragements de leur mère Clotilde, Sigismond est battu et se réfugie de nouveau au monastère d'Agaune. Il est livré à Clodomir par l'aristocratie burgonde, qui place son frère Godomar III sur le trône. Le 1er mai 524, Clodomir le fait décapiter avec sa femme et ses deux fils, Gistald et Gondebald, puis leurs corps sont jetés dans un puits dans un lieu nommé Columna  près d'Orléans, aujourd'hui Saint-Sigismond, près de St Péravy-la Colombe (réminiscence du nom "Columna"). Cette forme d'exécution est similaire à celle infligée en 500 à Godégisile par son frère Gondebaud.

## Vénération
Sigismond est mis au rang des saints, à cause de son repentir, de sa fin malheureuse et surtout de ses riches dons aux églises.
Le puits où ses restes ont été jetés se situe dans le village homonyme, situé dans le Loiret, au sud de Patay. L'église de ce village est construite sur ce puits dont l'eau était réputée guérir des fièvres. Des pèlerinages étaient organisés encore dans la première partie du XXe siècle. Aujourd'hui encore, selon la tradition populaire locale, les femmes de Coulemelle (hameau de la commune voisine de Saint-Péravy-la-Colombe) auraient aidé à jeter saint Sigismond dans le fameux puits. Un proverbe local dit que « les filles de Coulemelle ne seront jamais ni bonnes ni belles parce qu'elles ont jeté saint Sigismond dans le puits ».
En 1365, l'empereur Charles IV, de passage à l’abbaye de Saint-Maurice, offrit une châsse en argent, dans laquelle fut déposée une partie des reliques tirées de leur tombeau primitif. Le souverain en emporta une notable quantité à Prague (sa tête notamment) et Sigismond devint ainsi le saint patron de la Bohême, puis de la République tchèque.

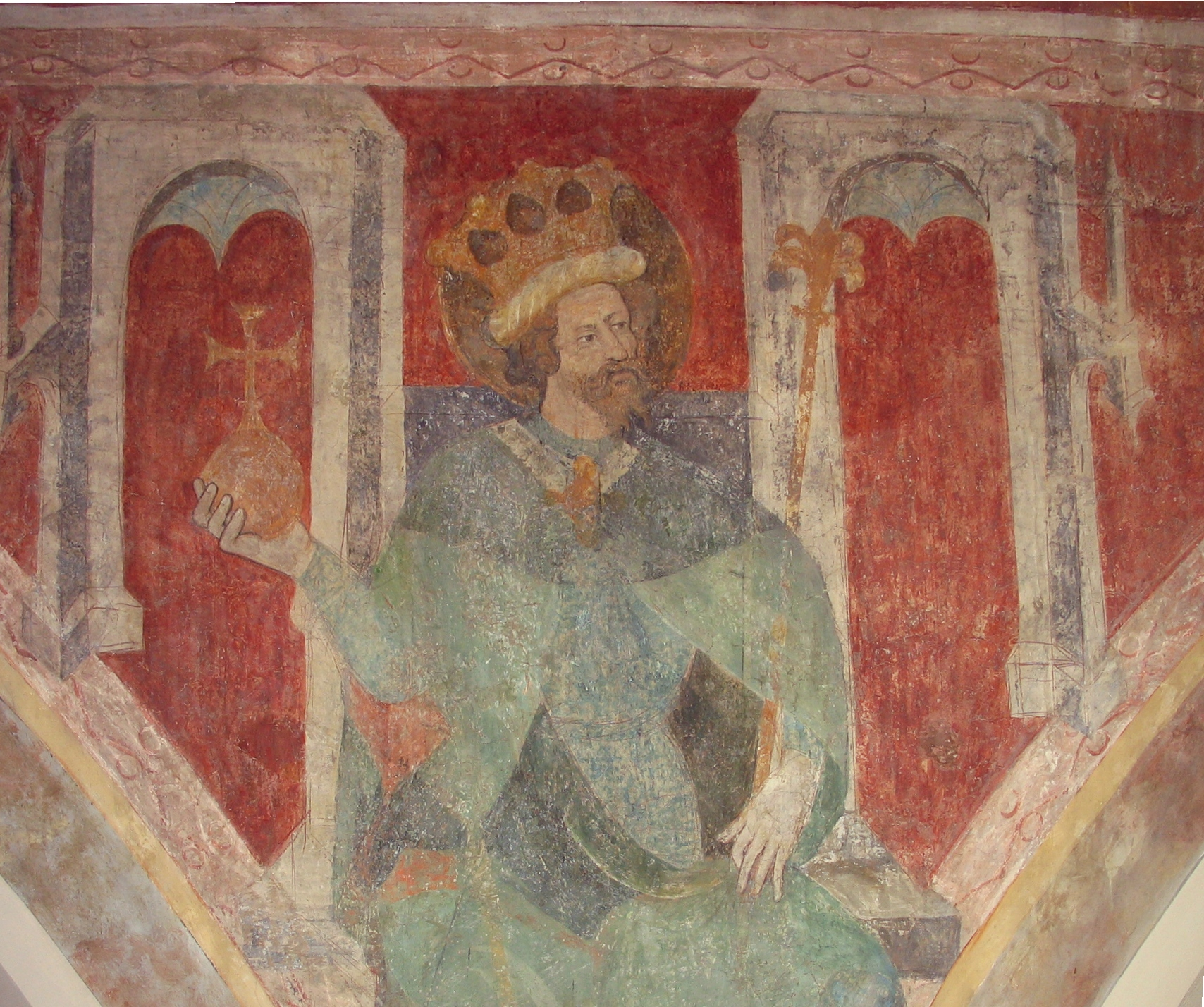
Sigismond, fresque sur le mur nord de la nef de l'église de la Trinité de Constance, peinte entre 1417 et 1437.
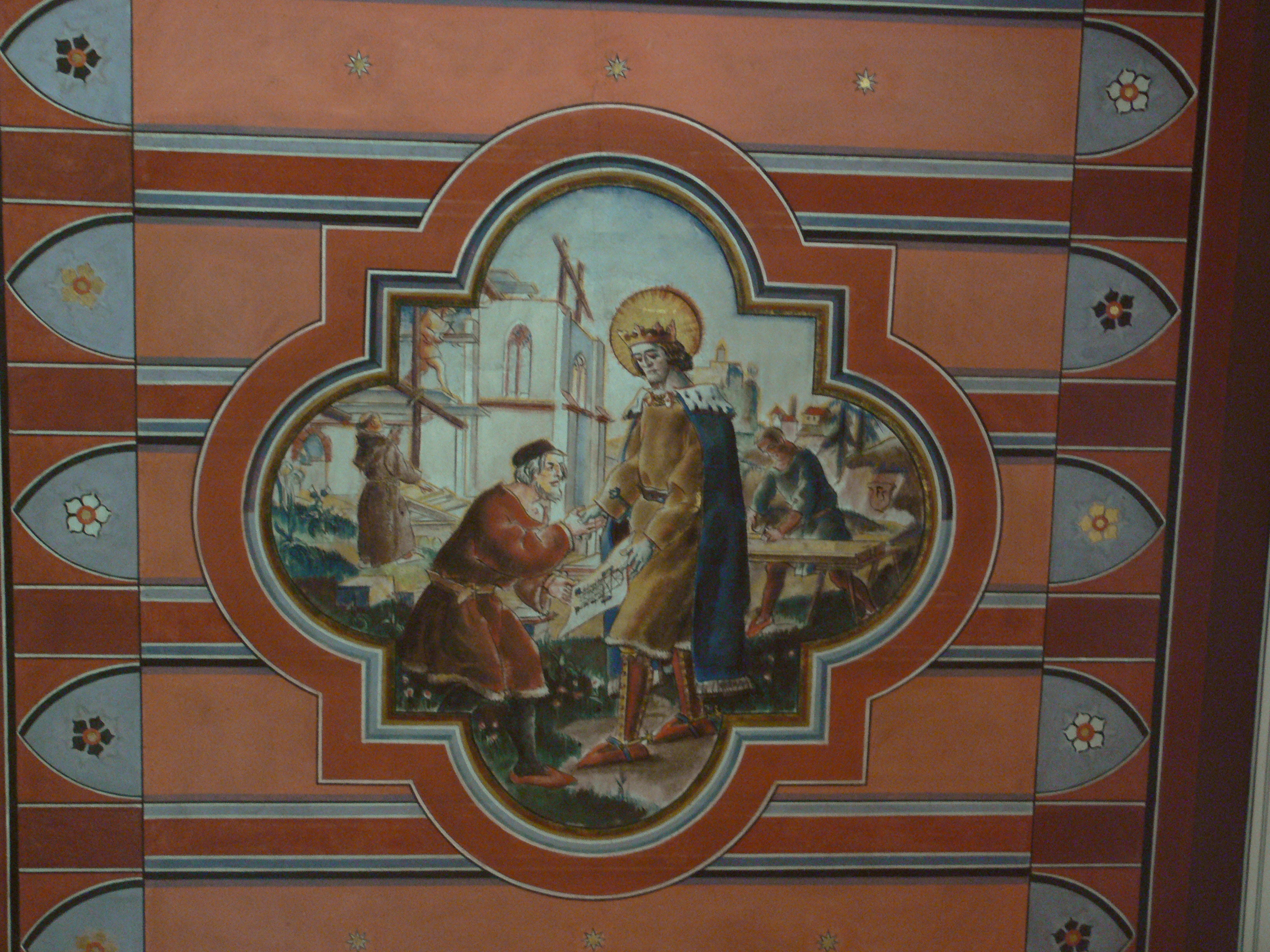
Détail de la vie de saint Sigismond, Hepbach, chapelle Saint-Sigismond.
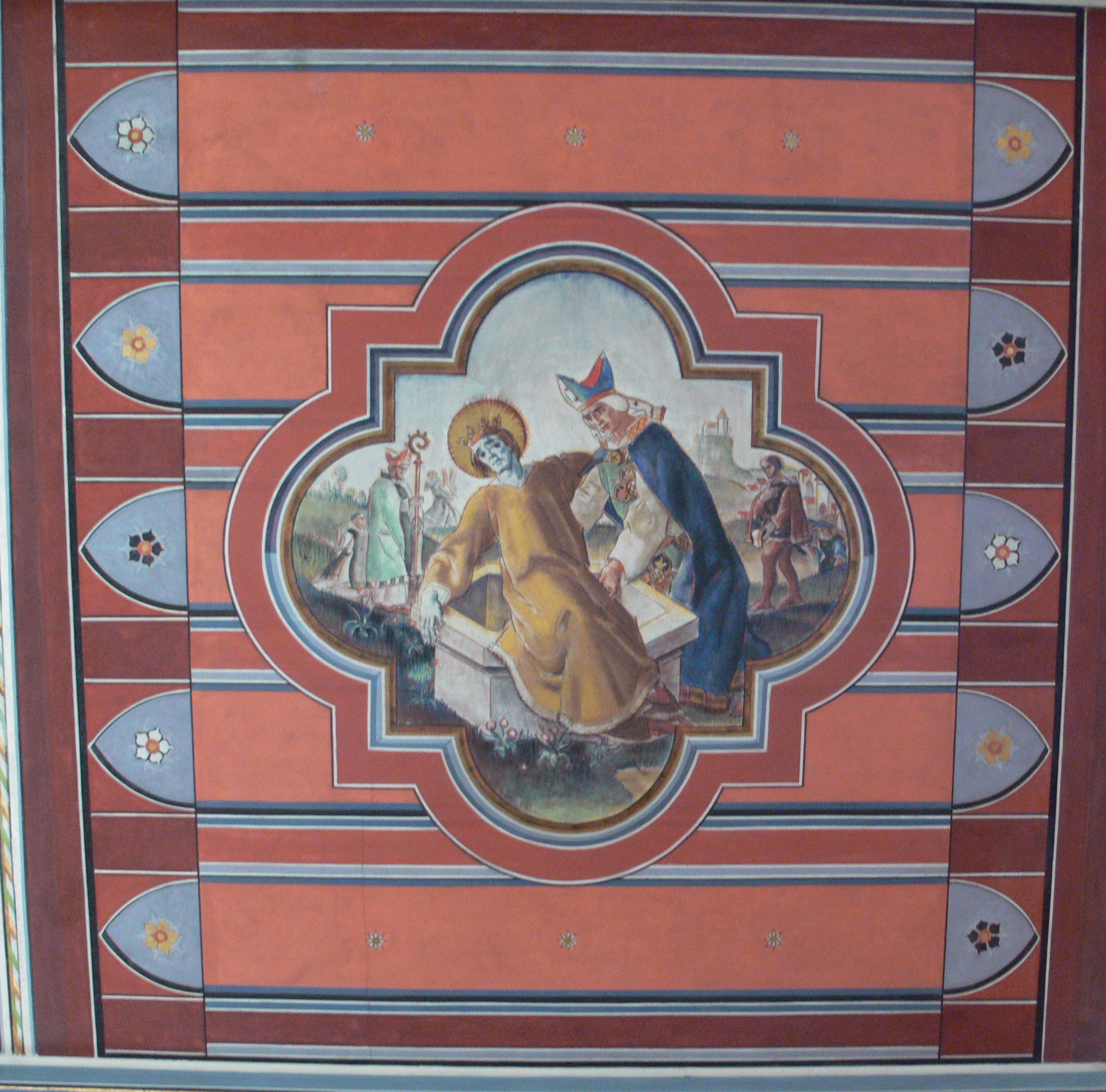
Mise en puits, Hepbach, chapelle Saint-Sigismond.
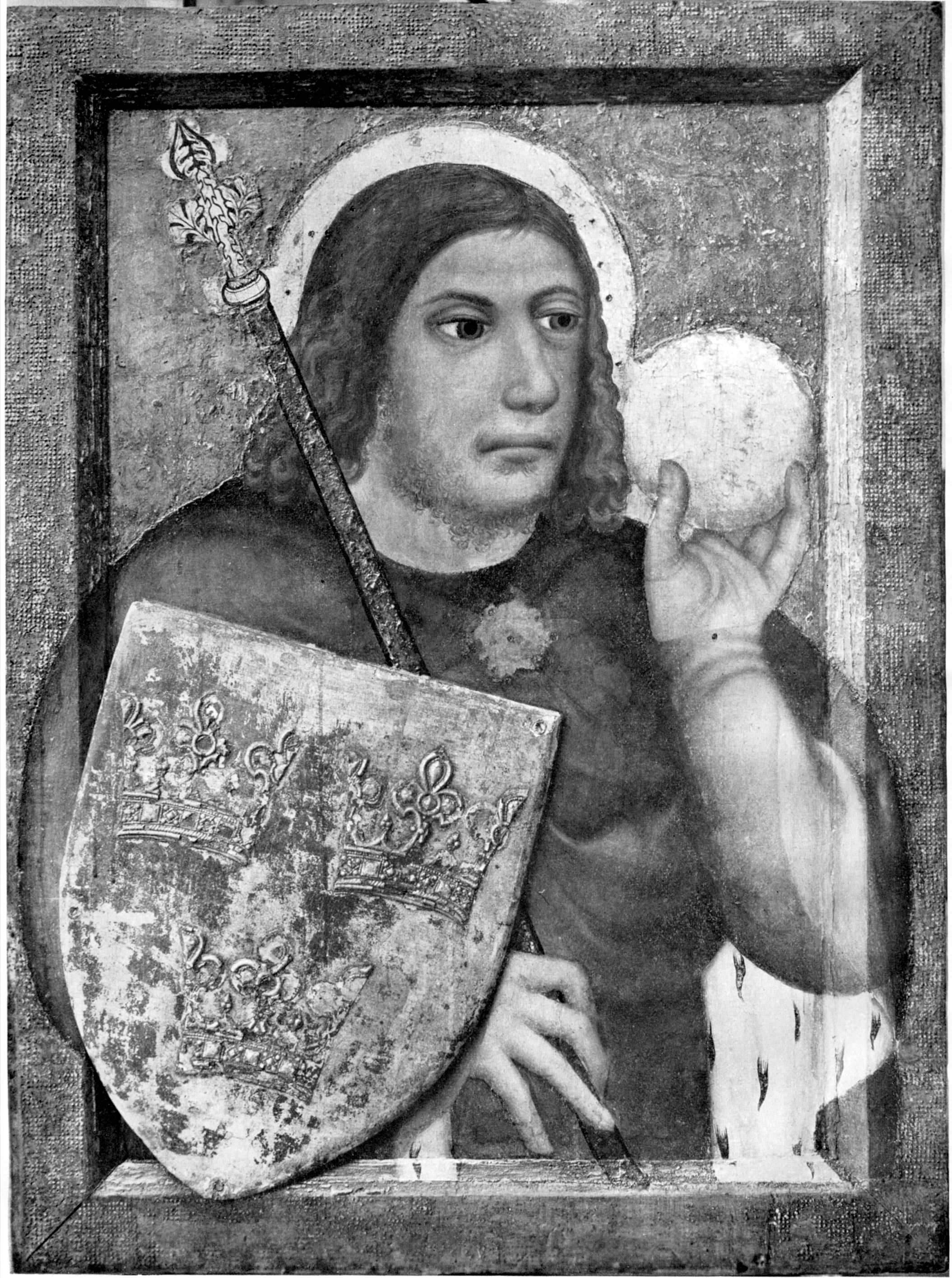
Sigismond par Maistre Théodérich de Prague.
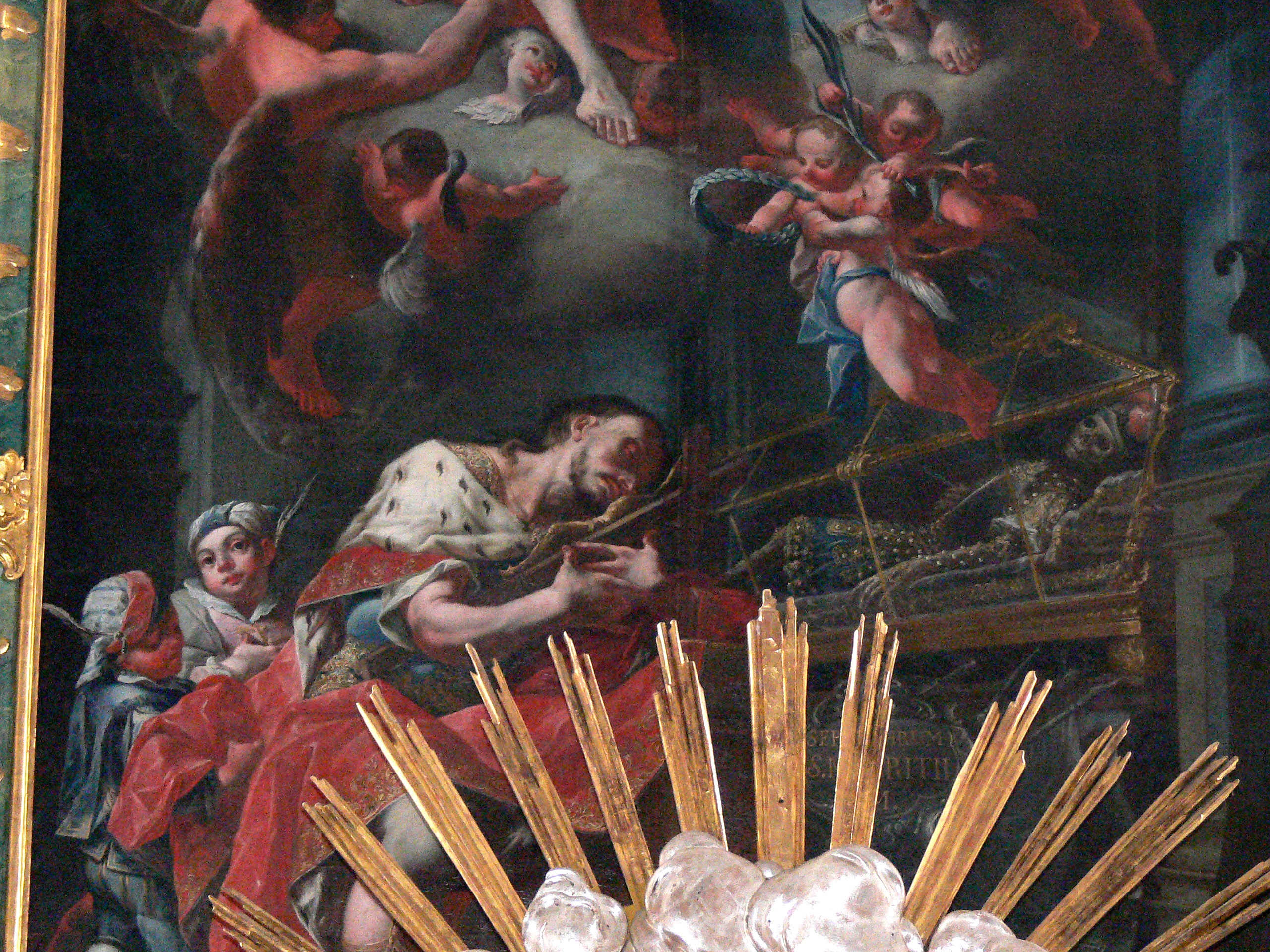
Sigismond priant à Agaune pour l'absolution du meurtre de son fils devant son cercueil en verre, église Strobl, Salzbourg.